# Barver
Barver község Németországban, Alsó-Szászországban, a Diepholzi járásban. Lakosainak száma 1083 fő (2023. december 31.).

## Testvértelepülések
- Lezay